# زیتون (مالت)
زیتون 
(به مالتی: Żejtun) شهری در ناحیهٔ مالت جنوب شرقی واقع در کشور مالت است که در سال ۱۹۹۵ میلادی ۱۱٫۳۷۹ نفر جمعیت داشته اما جمعیت آن در سال ۲۰۰۵ میلادی ۱۱٫۴۲۵ نفر بوده‌است.